# Marlene (1984)
Marlene é um documentário alemão de 1984 dirigido por Maximilian Schell. O filme que narra a vida e carreira da atriz Marlene Dietrich foi indicado ao Oscar em 1984.

## Sinopse
Marlene Dietrich e Maximilian Schell trabalharam juntos em O Julgamento de Nuremberg (1961). Dietrich tornou-se uma reclusa em seu apartamento em Paris. Schell tentou persuadi-la por anos a participar de um documentário sobre sua vida. Ela continuamente se recusou. Em 1982, ela finalmente concordou em participar do projeto com a condição de não ser filmada.

## Elenco
- Annie Albers ... Ela mesma
- Marlene Dietrich ... Ela mesma (voz)bonit
- Bernard Hall ... Ele mesmo
- Maximilian Schell ... Ele mesmo
- Marta Rakosnik ... Ela mesma
- Patricia Schell ... Ela mesma
- Ivana Spinell ... Ela mesma
- William von Stranz ... Ele mesmo